# Yeni-Zigana-Tunnel

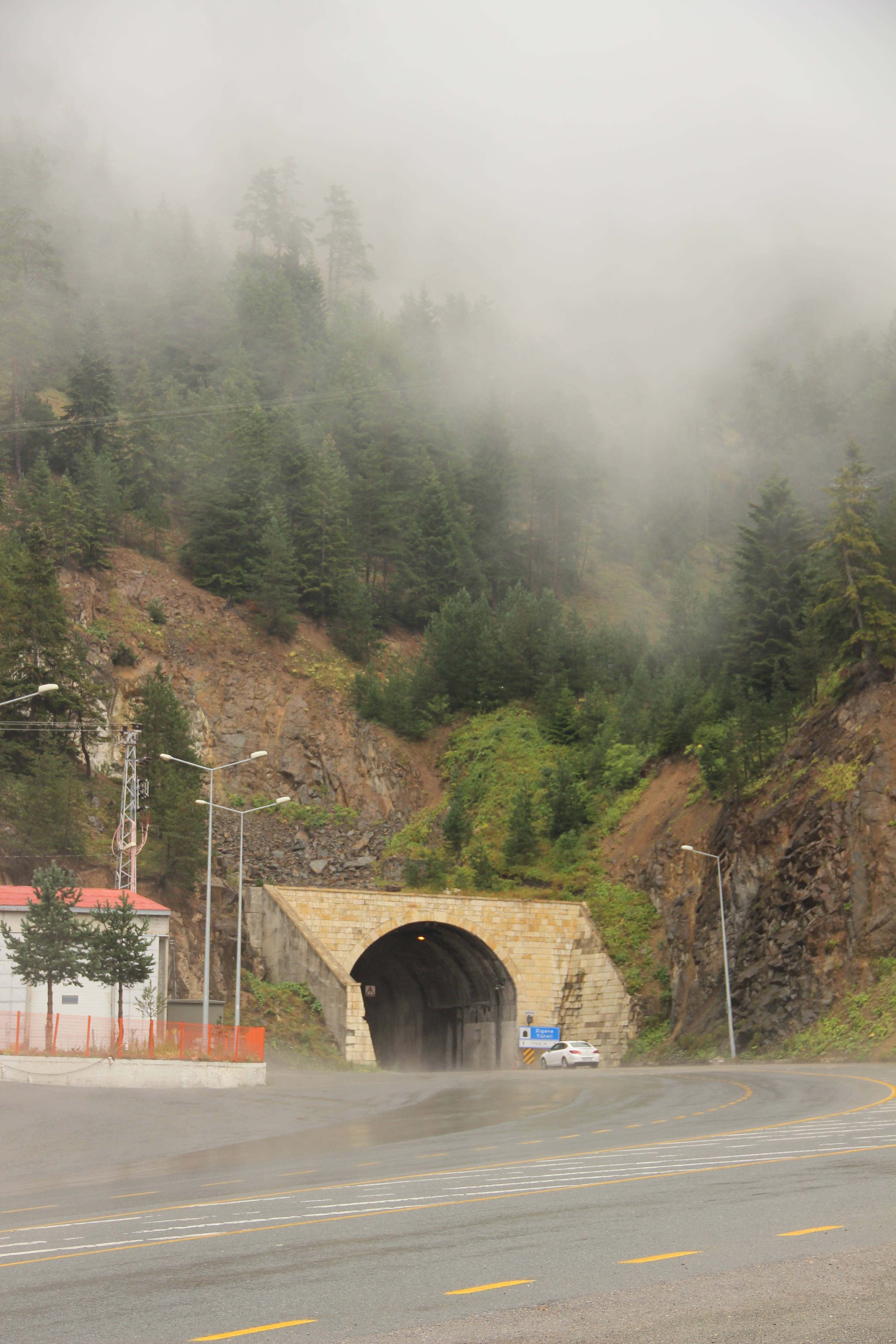
Tunnelportal des alten Zigana-Tunnels

Der Yeni-Zigana-Tunnel (türkisch Yeni Zigana Tüneli (Neuer Zigana Tunnel), kurz Zigana-Tunnel) ist mit einer Länge von 14.467 m der längste Straßentunnel in der Türkei. Er unterquert den Zigana-Pass, der die Städte Trabzon (östliche Schwarzmeerküste) und Gümüşhane (Zentralanatolien) verbindet.
Ebenfalls als Zigana-Tunnel wird auch der alte, 1702 m lange Straßentunnel unter der Passhöhe bezeichnet, der auch weiterhin befahrbar ist. Allerdings wird durch den neuen Tunnel diese Strecke durchgehend in zwei zweispurige Richtungsfahrbahnen getrennt, sie verkürzt sich um acht Kilometer und 10 bis 30 Minuten Fahrtzeit. Am 3. Mai 2023 wurde der neue Tunnel feierlich eröffnet.